# Aminocoumarine
Les aminocoumarines forment une classe d'antibiotiques ayant pour cible l'ADN gyrase bactérienne. Elles sont produites par le genre Streptomyces (notamment Streptomyces coelicolor, dont le génome a été totalement séquencé en 2002.
Les aminocoumarines sont représentées par :
- la novobiocine
- la coumermycine
- la clorobiocine